# Glicerol
Glicerol ou propanotriol (IUPAC, 1993) é um composto orgânico pertencente à função álcool. É líquido à temperatura ambiente (25 °C), higroscópico, inodoro, viscoso e de sabor adocicado. O nome origina-se da palavra grega glykós (γλυκός), que significa "doce". O termo glicerina refere-se ao produto na forma comercial, com pureza acima de 95%.

## Ocorrência
O glicerol está presente em todos os óleos e gorduras de origem animal e vegetal em sua forma combinada, ou seja, ligado a ácidos graxos tais como o ácido esteárico, oleico, palmítico e láurico para formar a molécula de triacilglicerol.
Os óleos de coco e de palma (óleo de dendê) contêm uma alta quantidade (70% a 80%) de ácidos graxos com cadeia carbônica de 6 a 14 carbonos. Estes rendem muito mais glicerol do que os óleos contendo ácidos graxos de 16 a 18 carbonos, tais como gorduras, óleo de algodão, soja, oliva e palma. O glicerol combinado está presente também em todas as células animais e vegetais, fazendo parte de sua membrana celular, na forma de fosfolipídios.

## Produção de Glicerol
Todo o glicerol produzido no mundo, até 1949, era proveniente da indústria de sabão. Atualmente, 70% da produção de glicerol nos Estados Unidos ainda provém dos glicerídeos (óleos e gorduras naturais) e, o restante, da produção do glicerol sintético (subproduto da fabricação de propileno), da produção de ácidos graxos e também como subproduto da transesterificação de ésteres, onde é substituída como álcool ligado aos de ácidos graxos pelo metanol ou etanol, resultando em biodiesel.
Em 2000, a produção mundial de glicerol foi de 800 mil toneladas, sendo que 10% disto foram oriundos de indústrias responsáveis pela produção de biodiesel.

## Aplicações

### Saúde e fatores de risco
O glicerol é reconhecido como seguro para o consumo humano desde 1959, podendo ser utilizado em diversos produtos alimentícios para os mais diversos propósitos. Os níveis de DL50 em ratos são de 470 mg/kg e em porquinhos-da-índia de 7750 mg/kg. Vários estudos mostraram que uma grande quantidade de glicerol (sintético ou natural) pode ser administrada sem aparecimento de qualquer efeito adverso à saúde.

### Alimentos e bebidas
É frequentemente utilizado como/em. Entre eles:
1. umectante, solvente, amaciante;
2. umectante e agente suavizante em doces, bolos e sorvetes, retardando a cristalização do açúcar;
3. agente umectante nas embalagens de queijos e carnes;
4. solvente e agregador de consistência em flavorizantes e corantes;
5. produção de mono–, di–, ou triglicerídeos para uso em emulsificantes;
6. produção de polímeros, como poliglicerol, que são adicionados em margarinas (E475 e E476);
7. meio facilitador da transferência de calor, por estar em contato direto com o alimento, permitindo que algum alimento específico seja rapidamente resfriado para que não perca algumas características desejáveis.
8. é o principal componente do e-liquid (líquido usado nos cigarros eletrônicos).

Uma colher de chá de glicerol tem aproximadamente 27 kcal e tem um poder adoçante equivalente a 60% da sacarose (açúcar de cana). Embora o glicerol apresente aproximadamente o mesmo nível energético obtido pelo açúcar comum, ele não eleva os níveis de açúcar no sangue (veja glicemia) e também não alimenta as bactérias que causam a cárie. Em sua forma concentrada ele jamais deve ser consumido, pois ocasiona a retirada de água dos tecidos vivos causando problemas gástricos. Como aditivo alimentar, ele é reconhecido pelo número E - E422, pertencendo à classe dos espessantes, estabilizadores, gelificantes e emulsionantes. Quando presente em alimentos, ele é facilmente digerido como se fosse um carboidrato.

### Medicamentos
Na área médica/hospitalar/farmacêutica há inúmeros produtos que utilizam o glicerol. Entre eles:
1. Pomadas;
2. Elixires, xaropes;
3. Anestésicos;
4. Seus derivados são utilizados como tranquilizantes e agentes para controle da pressão, como a nitroglicerina, que é um importante vasodilatador;
5. Em cosméticos ele entra em muitos cremes e loções que mantém a maciez e umidade da pele;
6. Em cremes dentais, é comum ser utilizado para conferir-lhe brilho, suavidade e viscosidade.

### Outras aplicações
1. Na indústria de resina o glicerol é usado na produção de resinas. O grupo hidróxido deste álcool reage com o grupo carboxílico dos ácidos resínicos formando um éster de glicerina (éster de colofónia). Estes ésteres são cada vez mais utilizados no fabrico de adesivos;
2. Na produção de tabaco. Entre eles:, quando as folhas são quebradas e empacotadas, o glicerol é pulverizado impedindo que as mesmas se tornem secas e quebradiças, o que poderia ocasionar o esfarelamento;[11]
3. Na indústria têxtil é utilizado para amaciar e flexibilizar as fibras;[12]
4. O glicerol é utilizado também na indústria de papel na fabricação de alguns papéis especiais, que necessitam de alguns agentes plastificantes para conferir-lhes maleabilidade e tenacidade;
5. Pode ser utilizado como lubrificante em máquinas que fabricam produtos alimentícios, que entram em contato direto com o alimento ou, quando existir qualquer tipo de incompatibilidade com os produtos utilizados no processo, tais como em rolamentos expostos a solventes como gasolina ou benzina, que poderiam dissolver o óleo mineral;
6. Utilizado em misturas anticongelantes;
7. Utilizado para preservar bactérias a temperaturas baixas.
8. combustível.[13]
9. Existem algumas formas de utilização para hidratação caseira com glicerina no cabelo.